# Matsubara Ken
Matsubara Ken (松原 健 Matsubara Ken, sinh ngày 16 tháng 2 năm 1993 ở Usa, Ōita) là một cầu thủ bóng đá người Nhật Bản hiện tại thi đấu cho Yokohama F. Marinos.
Anh từng là thành viên của Đội tuyển bóng đá U-17 quốc gia Nhật Bản và thi đấu 3 trận tại Giải vô địch bóng đá U-17 thế giới 2009.

## Thống kê câu lạc bộ
Cập nhật đến ngày 2 tháng 1 năm 2018.
| Câu lạc bộ          | Mùa giải            | Giải vô địch | Giải vô địch | Cúp     | Cúp       | Cúp Liên đoàn | Cúp Liên đoàn | Tổng    | Tổng      |
| Câu lạc bộ          | Mùa giải            | Số trận      | Bàn thắng    | Số trận | Bàn thắng | Số trận       | Bàn thắng     | Số trận | Bàn thắng |
| ------------------- | ------------------- | ------------ | ------------ | ------- | --------- | ------------- | ------------- | ------- | --------- |
| Oita Trinita        | 2010                | 9            | 0            | 1       | 0         | -             | -             | 10      | 0         |
| Oita Trinita        | 2011                | 10           | 0            | 2       | 0         | -             | -             | 12      | 0         |
| Oita Trinita        | 2012                | 10           | 0            | 1       | 0         | -             | -             | 11      | 0         |
| Oita Trinita        | 2013                | 8            | 0            | 1       | 0         | 4             | 0             | 13      | 0         |
| Tổng                | Tổng                | 37           | 0            | 5       | 0         | 4             | 0             | 46      | 0         |
| Albirex Niigata     | 2014                | 31           | 0            | 2       | 0         | 5             | 0             | 38      | 0         |
| Albirex Niigata     | 2015                | 0            | 0            | 1       | 0         | 1             | 0             | 2       | 0         |
| Albirex Niigata     | 2016                | 17           | 0            | 2       | 0         | 1             | 0             | 20      | 0         |
| Tổng                | Tổng                | 48           | 0            | 5       | 0         | 7             | 0             | 60      | 0         |
| Yokohama F. Marinos | 2017                | 26           | 1            | 6       | 0         | 0             | 0             | 32      | 1         |
| Yokohama F. Marinos | 2018                | 0            | 0            | 0       | 0         | 0             | 0             | 0       | 0         |
| Tổng                | Tổng                | 26           | 1            | 6       | 0         | 0             | 0             | 32      | 1         |
| Tổng cộng sự nghiệp | Tổng cộng sự nghiệp | 111          | 1            | 16      | 0         | 11            | 0             | 138     | 1         |

## Số lần ra sân trong các giải đấu lớn
| Đội bóng | Giải đấu                                | Thể loại | Số trận | Số trận | Bàn thắng | Thành tích đội bóng |
| Đội bóng | Giải đấu                                | Thể loại | Start   | Sub     | Bàn thắng | Thành tích đội bóng |
| -------- | --------------------------------------- | -------- | ------- | ------- | --------- | ------------------- |
| Nhật Bản | Giải vô địch bóng đá U-17 thế giới 2009 | U-17     | 3       | 0       | 0         | Vòng bảng           |